# Гигантска сколопендра
Гигантските сколопендри (Scolopendra gigantea) са вид стоножки от семейство Същински стоножки (Scolopendridae). Разпространени са в северната част на Южна Америка и някои острови в Карибско море – Тринидад, Кюрасао, Аруба, Маргарита и други. Смятат се за инвазивни за Великобритания.
Таксонът е описан за пръв път от Карл Линей през 1758 година.